# Modern Talking
Modern Talking là một bộ đôi ca sĩ người Đức bao gồm Thomas Anders và Dieter Bohlen. Họ thường được nhắc tới và đề cập đến như bộ đôi ca nhạc sĩ thành công nhất của Đức, và có được một số đĩa đơn danh tiếng gây chú ý, lọt vào top 5 nhiều bảng xếp hạng âm nhạc ở nhiều quốc gia. Một vài đĩa đơn có tiếng tăm nổi bật và thường luôn luôn được nhiều người biết đến rộng rãi nhất là "You're My Heart, You're My Soul", "You Can Win If You Want", "Cheri, Cheri Lady", "Brother Louie", "Atlantis Is Calling (S.O.S. for Love)" và "Geronimo's Cadillac".
Modern Talking làm việc cùng nhau từ năm 1983 tới năm 1987, sau đó nhóm nhạc tan rã. Năm 1997, họ tái hợp và có màn trở lại thành công, thu âm và ra mắt nhiều sản phẩm âm nhạc từ năm 1998 tới năm 2003. Cặp đôi này ra mắt nhiều đĩa đơn một lần nữa lọt vào top 10 của các bảng xếp hạng tại Đức và hải ngoại. Một số đĩa đơn như vậy bao gồm "You're My Heart, You're My Soul '98", "You Are Not Alone" và "TV Makes the Superstar". Đây là 1 nhóm nhạc có tiếng tăm.

## Lịch sử

### Khởi lập

Logo của Modern Talking kể từ khi ra mắt đĩa đơn thứ hai, "You Can Win If You Want".

Được thành lập ban đầu ở Berlin (Tây Berlin) vào đầu năm 1983, nhóm nhạc Tây Đức này trở nên nổi tiếng vang dội trên toàn thế giới vào đầu năm 1985 với "You're My Heart, You're My Soul", đĩa đơn này đã chiếm một vị trí trong top 10 các bảng xếp hạng tại ba mươi lăm quốc gia (bao gồm cả ở quê hương của họ), nơi đĩa đơn này đứng đầu trong sáu tuần liên tiếp, và sau cùng đã đạt được doanh thu lên tới tám triệu bản trên toàn thế giới. Ca khúc này sau đó được tiếp nối với một hit đứng đầu khác, "You Can Win If You Want", được phát hành vào giữa năm 1985 trong album ra mắt The 1st Album. Album này đã nhận được chứng nhận bạch kim tại Cộng hòa Liên bang Đức với doanh số hơn 500.000 bản.
Ngay sau hit thứ hai của mình, Modern Talking ra mắt đĩa đơn "Cheri, Cheri Lady", họ nhanh chóng leo lên các vị trí trong top ở nhiều bảng xếp hạng ở các nước như Tây Đức, Thuỵ Sĩ, Áo và Na Uy, trong khi cũng đạt tới vị trí trong top 10 ở Thuỵ Điển và Hà Lan. Với đĩa đơn này, ca khúc duy nhất được ra mắt trong toàn bộ album thứ hai là Let's Talk About Love, đã là nhân tố thúc đẩy album đạt được chứng nhận bạch kim tại Tây Đức cũng với doanh số hơn 500.000 bản. Thành công được tiếp nối với hai đĩa đơn đạt vị trí số một là "Brother Louie" và "Atlantis Is Calling (S.O.S. for Love)", cả hai đều từ album thứ ba Ready for Romance. Bộ đôi này cũng đạt những thứ hạng cao trên các bảng xếp hạng với đĩa đơn thứ sáu "Geronimo's Cadillac" từ album thứ tư In the Middle of Nowhere và "Jet Airliner" từ album thứ năm Romantic Warriors.
Trong suốt thời kì này, Modern Talking đã thành công tại châu Âu, châu Á, Nam Mỹ, Trung Đông, đặc biệt là ở Iran, nơi mà tất cả nhạc pop phương Tây đã bị cấm sau cuộc cách mạng Hồi giáo năm 1979. Tại Vương quốc Anh, họ chỉ lọt vào top 5 một lần, với ca khúc "Brother Louie". Họ hầu như không hề được biết ở cả Hoa Kỳ và Mexico nên họ coi như thất bại hoàn toàn ở trong hai thị trường này. Họ đã trở thành one-hit wonder tại Canada khi "Brother Louie" đạt vị trí 34 vào năm 1987. Họ ra mắt hai album mỗi năm trong giai đoạn từ 1985 tới 1987, trong khi cũng quảng bá các đĩa đơn trên truyền hình trên khắp châu Âu, sau cùng đã đạt tổng doanh số 65 triệu bản trong vòng ba năm.

### Từ 1987 tới 1997
Ngay sau khi cặp đôi tan ra vào giữa năm 1987, Bohlen đã thành lập dự án của riêng mình mang tên Blue System và đạt được một số thứ hạng cao với các ca khúc như "Sorry Little Sarah", "My Bed Is Too Big", "Under My Skin", "Love Suite", "Laila" và "Déjà vu". Trong khi đó, Anders bắt đầu sự nghiệp đơn ca, đi lưu diễn với tên gọi danh nghĩa là Modern Talking trên nhiều châu lục cho tới đầu năm 1989, khi ông bắt đầu thu âm nhiều ca khúc mới mang âm hưởng pop ở LA và London, và cũng ở quê nhà Đức. Anders đã thu âm năm album đơn ca bằng tiếng Anh, Different, Whispers, Down on Sunset, When Will I See You Again và Souled, và một album bằng tiếng Tây Ban Nha, Barcos de Cristal. Ông thành công ở hải ngoại hơn là ở trong nước, nhưng cũng đạt được nhiều hit tại Đức. Mặc dù trải qua nhiều cãi vã và bất đồng trong quá khứ, Bohlen và Anders đã bắt đầu nối lại liên lạc một lần nữa sau khi Anders chuyển về Koblenz, Đức vào năm 1994 nhằm tái thống nhất một nhóm nhạc huyền thoại nổi tiếng một thời.

### 1998–2003: Tái hợp
Đầu năm 1998, cặp đôi này đã tuyên bố tái hợp và có màn ra mắt đầu tiên cùng nhau vào tháng 3 trên chương trình truyền hình Đức Wetten, dass..?.  Họ phát hành một phiên bản mới của ca khúc của họ năm 1984 "You're My Heart, You're My Soul '98", và với sự kết hợp phần rap của ca sỹ người Mỹ Eric Singleton. Album trở lại đầu tiên Back for Good, bao gồm bốn ca khúc mới, cũng như tất cả các hit trước đó được làm lại với kĩ thuật hiện đại, đã đứng ở vị trí số một tại Đức trong năm tuần liên tiếp và đứng đầu các bảng xếp hạng ở mười lăm quốc gia, sau cùng đạt doanh số ba triệu bản chỉ tính riêng tại châu Âu. Cặp đôi này đã thắng giải thưởng Nghệ sĩ Đức có doanh số tốt nhất ở World Music Awards năm đó. Album tiếp theo Alone cũng đã lên thẳng vị trí số một tại Đức và vô cùng thành công ở khắp nơi; album này đạt doanh số hơn một triệu bản chỉ tính riêng tại khu vực châu Âu.
Bohlen và Anders tiếp nối thông lệ từ những năm 1980 của Modern Talking khi chỉ chọn ra mắt hai đĩa đơn cho mỗi album, như đã làm trong quá khứ. Một loạt các đĩa đơn và thêm bốn album nữa tiếp nối như Year of the Dragon, America, Victory và Universe. Sau khi đạt đến cột mốc hơn 400 chứng nhận vàng và bạch kim trên toàn thế giới, Bohlen và Anders quyết định tan rã một lần nữa vào năm 2003 ngay trước khi ra mắt một album tổng hợp những bài hát hay nhất khác. Lần chia tay thứ hai này dường như được gây ra chủ yếu bởi miêu tả tiêu cực về Anders bởi Bohlen trong cuốn tự truyện xuất bản vào ngày 4 tháng 10 năm 2003. Trong suốt quá trình tranh cãi dẫn đến việc chia tay sau cùng, Bohlen có tham gia vào Deutschland sucht den Superstar (DSDS), phiên bản tiếng Đức của chương trình Pop Idol của Anh. Album tổng hợp được ra mắt năm 2003 với tên gọi The Final Album, bao gồm tất cả các đĩa đơn của cặp đôi này. Thomas Anders bắt đầu sự nghiệp đơn ca ngay sau khi kết thúc hoạt động với Modern Talking, trong khi đó Bohlen bắt đầu dành thời gian của mình cho việc đào tạo những tài năng âm nhạc mới, đặc biệt là những người được khám phá ở DSDS.

## Sản xuất và doanh số tiêu thụ
Năm 1984, Bohlen trích dẫn đĩa đơn hit "Precious Little Diamond" (bởi Fox the Fox), như nguồn cảm hứng của ông trong việc sử dụng dạng đồng ca falsetto. Dàn ca sĩ phòng thu bao gồm Rolf Köhler, Michael Scholz, Detlef Wiedeke và (trong các album ban đầu) Birger Corleis, ngoài Bohlen và Anders, đã tạo ra đặc trưng trong đó có phần đồng ca với âm vực cao của Modern Talking. Köhler, Scholz và Wiedeke sau đó tiếp tục làm việc với Bohlen trong Blue System, trước khi gia nhập với người viết bài hát Thomas Widrat để thành lập Systems in Blue. Köhler, Scholz và Wiedeke không bao giờ được ghi danh đóng góp trong các album của Modern Talking, và sau cùng đã phải đưa nhau ra toà vì vấn đề này. Họ đã nhận được một thoả thuận dàn xếp từ toà án và Bohlen đã xuất bản một ghi chú trong sản phẩm tiếp theo của ông (Obsession, bởi Blue System), thừa nhận đóng góp của bộ ba.
Những ảnh hưởng xa hơn bao gồm nhạc schlager bằng tiếng Đức, disco pop (Bee Gees) và những bài hát tiếng Anh lãng mạn có nguồn gốc Ý và Pháp, như "I Like Chopin" của Gazebo. Sau khi tái hợp vào năm 1998, Bohlen đã sản xuất theo phong cách Eurodance cũng như các bản ballad MOR theo phong cách Mỹ.
Doanh số bán hàng toàn cầu của Modern Talking, sau lần chia tay thứ hai và cuối cùng của bộ đôi huyền thoại này năm 2003, đã đạt 120 triệu của cả đĩa đơn và album, khiến họ trở thành nghệ sĩ âm nhạc Đức có doanh số bán chạy nhất trong lịch sử.
Dieter Bohlen cũng sáng tác cho những nghệ sĩ khác khi vẫn còn hoạt động trong Modern Talking, như cho Chris Norman và Smokie, trong đó bài hát "Midnight Lady" (1986) vẫn là sáng tác nổi tiếng nhất của Bohlen. Ông cũng sáng tác một số lượng lớn ca khúc cho C. C. Catch, sử dụng dạng âm thanh gấp gáp và ít lãng mạn hơn. Một vài bài hát tiếng Anh của Bohlen như "You're My Heart, You're My Soul" cũng được thu âm với lời tiếng Đức bởi Mary Roos, sử dụng cùng những bản nhạc phát lại. Khi Modern Talking tan rã vào năm 1987, một số ca khúc được viết cho album cuối cùng được sắp xếp lại và sau đó chuyển sang album solo đầu tay của Bohlen với Blue System. Album thứ sáu của Modern Talking được ra mắt cùng thời gian với đĩa đơn đầu tiên của Blue System, "Sorry Little Sarah", khi Bohlen đối đầu trên bảng xếp hạng với bản hit "In 100 Years" của Modern Talking.

## Sự nghiệp solo
Năm 2006, Bohlen đã để lại một thông điệp bí mật trong ca khúc "Bizarre Bizarre" khi áp dụng kĩ thuật chạy ngược: "There will never be an end to Modern Talking" ("Sẽ không bao giờ có kết thúc cho Modern Talking"). Bohlen có phản hồi, "Ý tôi muốn nói là âm nhạc của Modern Talking sẽ còn sống mãi". Anders đã giữ lại các bài hát Modern Talking trong danh sách các bài hát của mình và sản xuất các bài hát với phong cách tương tự cho các bản thu âm solo của mình ("Independent Girl"). Năm 2006, ông sản xuất album Songs Forever với các phiên bản swing và jazz của những bài hát nổi tiếng (bao gồm hit đầu tiên của Modern Talking). Bohlen đã viết hai cuốn tự truyện về lịch sử của Modern Talking từ quan điểm chủ quan của ông, trong đó cuốn sách đầu tiên bán được một triệu bản ở Đức. Phần tiếp theo bị chỉ trích nặng nề vì sự bất công của ông đối với những người ông làm việc cùng. Như một hậu quả, Bohlen rút khỏi công chúng trong một năm cho đến năm 2006, khi ông nói ông hối hận vì đã ra mắt cuốn sách thứ hai. Anders không phải là người duy nhất buộc tội chống lại Bohlen và yêu cầu sửa đổi các phần của cuốn sách. Frank Farian cũng tỏ ra tức giận bởi sản phẩm văn học của Bohlen và phát hành một cuốn sách trong đó ông đã cố gắng vạch trần Bohlen đã gian lận. Cuốn sách đầu tiên của Bohlen là nền tảng của một bộ phim hoạt hình hài hước có tên là Dieter: Der Film. Nhạc nền của bộ phim này bao gồm "Shooting Star", bài hát chưa được phát hành trước đó của Modern Talking, được viết cho album Universe.

## Thành viên
| 1983–1985 | - Thomas Anders – ca sĩ chính, piano - Dieter Bohlen – guitar chính, sản xuất, sáng tác, đồng ca                                                             |
| 1985–1987 | - Thomas Anders – ca sĩ chính, piano - Dieter Bohlen – guitar chính, sản xuất, sáng tác, đồng ca - Luis Rodríguez – đồng sản xuất                            |
| 1998–2000 | - Thomas Anders – ca sĩ chính, piano - Dieter Bohlen – guitar chính, sản xuất, sáng tác, đồng ca - Luis Rodríguez – đồng sản xuất - Eric Singleton – hát rap |
| 2001      | - Thomas Anders – ca sĩ chính, piano - Dieter Bohlen – guitar chính, sản xuất, sáng tác, đồng ca - Eric Singleton – hát rap                                  |
| 2002–2003 | - Thomas Anders – ca sĩ chính, piano - Dieter Bohlen – guitar chính, sản xuất, sáng tác, đồng ca                                                             |

## Những con số khác
- Modern Talking là ban nhạc Đức duy nhất có năm đĩa đơn đứng số một liên tiếp tại Đức.
- Bài hát thành công nhất của họ You're My Heart - You're My Soul ở số 1 tại 35 quốc gia.
- Bài hát được ưa thích Cheri Cheri Lady lên tới Số 1 tại 11 quốc gia gồm: Liban, Israel, Đức, Áo, Hy Lạp.
- Bài hát Brother Louie đứng trên bảng xếp hạng Anh Quốc 8 tuần liền và đạt tới vị trí thứ 4.
- Năm 1988 số đĩa bán ra của Modern Talking đạt tới 85 triệu.
- Năm 1998 đĩa số 7 sau khi tái hợp Back for good bán được 700.000 bản trong tuần đầu tiên tại Đức.
- Năm 1998 tại cuộc trình diễn đầu tiên bên ngoài nước Đức sau khi tái hợp ở Budapest họ đã biểu diễn trước 214.000 người và được trình chiếu trên MTV châu Âu.
- Họ đã bán hơn 100.000 bản 'Back for Good' tại một thị trường nhỏ như Nam Phi, tức đạt mức hơn hai lần đĩa bạch kim tại nước này.
- Năm 1999 phiên bản thứ ba bài "Brother Louie" đạt tới Top 5 trong bảng xếp hạng âm nhạc Anh.
- Đĩa đơn Sexy Sexy Lover được xếp hạng Top 20 trên bảng xếp hạng MTV châu Âu.
- Năm 2001 họ được trao giải Top of the Pops là ban nhạc hay nhất của Đức, tại Manchester.
- Các đĩa đơn Win the Race và Ready for the Victory được viết theo yêu cầu của Công ty truyền hình Đức RTL để phát tại các cuộc đua xe công thức 1.
- Nhiều bài hát của họ, gồm You're My Heart, You're My Soul và Cheri, Cheri Lady đã được các nghệ sĩ Cantopop cover lại trong thập niên 1980.

## Danh sách các đĩa
- The 1st Album (1985)
- Let's Talk About Love (1985)
- Ready for Romance (1986)
- In the Middle of Nowhere (1986)
- Romantic Warriors (1987)
- In the Garden of Venus (1987)
- Back for Good (1998)
- Alone (1999)
- Year of the Dragon (2000)
- America (2001)
- Victory (2002)
- Universe (2003)

## Giải thưởng và đề cử
| Năm  | Giải thưởng        | Đề mục                               | Chiến thắng/Đề cử    | Kết quả   |
| ---- | ------------------ | ------------------------------------ | -------------------- | --------- |
| 1999 | World Music Awards | Nghệ sĩ Đức có doanh số tốt nhất     | Back for Good        | Đoạt giải |
| 1999 | ECHO Awards        | Nhóm nhạc Rock/Pop quốc gia hay nhất | Back for Good        | Đoạt giải |
| 2000 | ECHO Awards        | Nhóm nhạc Rock/Pop quốc gia hay nhất | "Alone"              | Đề cử     |
| 2001 | ECHO Awards        | Nhóm nhạc Rock/Pop quốc gia hay nhất | "Year of the Dragon" | Đề cử     |
| 2002 | ECHO Awards        | Nhóm nhạc Rock/Pop quốc gia hay nhất | "America"            | Đề cử     |

## Lời Việt và ca sĩ trình bày
- Cheri, Cheri Lady - Ngô Viết Trung
- It's Christmas - Ánh Minh